# Pseudis
Pseudis – rodzaj płazów bezogonowych z podrodziny Hylinae w obrębie rodziny rzekotkowatych (Hylidae).

## Zasięg występowania
Rodzaj obejmuje gatunki występujące w regionie Gujana, północno-wschodniej Wenezueli (i przypuszczalnie w południowo-wschodniej Wenezueli), na Trynidadzie i w południowej Brazylii, Paragwaju, południowo-wschodnim Peru, wschodniej Boliwii, północno-wschodniej Argentynie i Urugwaju.

## Systematyka

### Etymologia
- Pseudis (Pseudes): gr. ψευδος pseudos „fałsz, błąd, pomyłka”[2].
- Podonectes: gr. πους pous, ποδος podos „stopa”[8]; νηκτης nēktēs „pływak”, od νηχω nēkhō „pływać”[9]. Gatunek typowy: Podonectes palmatus Fitzinger, 1864.
- Batrachychthis (Batrachichthys): gr. βατραχος batrakhos „żaba”[10]; ιχθύς ikhthus „ryba”[11]. Gatunek typowy: nie podany.

### Podział systematyczny
Do rodzaju należą następujące gatunki:
- Pseudis bolbodactyla Lutz, 1925
- Pseudis cardosoi Kwet, 2000
- Pseudis fusca Garman, 1883
- Pseudis minuta Günther, 1858
- Pseudis paradoxa (Linnaeus, 1758) – dziwaczka arlekin[12]
- Pseudis platensis Gallardo, 1961
- Pseudis tocantins Caramaschi & Cruz, 1998